# Malé Dvorníky
Malé Dvorníky (węg. Kisudvarnok) – wieś (obec) na Słowacji, w kraju trnawskim, w powiecie Dunajská Streda. Miejscowość położona jest na Nizinie Naddunajskiej.